# Coasta Grindului, Mureș
Coasta Grindului este un sat în comuna Chețani din județul Mureș, Transilvania, România.